# Оксфордская площадь (станция метро)
Оксфордская площадь (англ. Oxford Circus tube station) — станция глубокого заложения лондонского метро, расположенная возле Оксфордской площади на перекрёстке Риджент-стрит и Оксфорд-стрит, в лондонском Вестминстере. Станция является пересадочной между линиями «Центральная», «Бейкерлоо» и «Виктория», вход возможен со всех четырёх сторон перекрёстка. Фасад наземного вестибюля станции отделан коричневой терракотовой плиткой, типичной для отделки станций линии «Бейкерлоо». По состоянию на 2017 год являлась третьей по загруженности среди станций лондонского метро — суммарный пассажирооборот по станции составил 84 090 000 человек. По данным статистики, в 2019 году являлась четвёртой по загруженности среди станций лондонского метро. Находится на Центральной линии между станциями «Бонд-стрит» и «Тоттенхэм-Корт-роуд»; на линии «Бейкерлоо» — между «Риджентс-парк» и «Площадь Пикадилли» и на линии «Виктория» — между «Уоррен-стрит» и «Грин-парк». Относится в первой тарифной зоне.

## История
В 1890 году Центральная Лондонская железная дорога (CLR) опубликовала уведомление о законопроекте, который будет представлен в Парламенте на сессии 1890 года. Законопроект предполагал прокладку подземного маршрута между станциями «Шепердс-Буш» и Корнхиллом (ныне станция «Банк»). Данный законопроект получил поддержку и был принят обеими палатами парламента Великобритании 5 августа 1891 года.
Для проектирования подземной пассажирской линии Центральная Лондонская железная дорога (CLR) наняла инженеров Джеймса Генри Грейтхеда, сэра Джона Фаулера и сэра Бенджамина Бейкера. Прокладка тоннелей была завершена к концу 1898 года. Официальное открытие линии CLR (ныне Центральная линия) принцем Уэльским состоялось 27 июня 1900 года, а первых пассажиров станция приняла 30 июля.
Станция «Оксфордская площадь» была открыта 30 июля 1900 года в составе первого пускового участка линии между станциями «Шепердс Буш» и «Банк» (ныне Центральная линия метрополитена Лондона).
10 марта 1906 года — открыты платформы станции на линии «Бейкерлоо».
В 1912 году станции реконструировали, чтобы уменьшить пассажирские заторы. Однако продолжающиеся заторы привели к ещё одной реконструкции в 1923 году. При проведении работ были сделаны многочисленные улучшения, в том числе и в качестве меры для защиты станции от наводнений.
В рамках Программы проведения новых работ (англ. New Works Programme) на 1935—1940 гг. были спрямлены искривлённые тоннели центрального участка на Центральной линии, которые приводили к замедлению скорости движения подвижного состава, а платформы удлинили для приёма более длинных поездов.
7 марта 1969 года — открылись для пассажиров платформы линии «Виктория», включая кросс-платформенную пересадку на линию «Бейкерлоо». В связи с продолжающимся ростом пассажиропотока для пропуска на станцию большего числа пассажиров в вестибюле линии «Виктория» был построен новый кассовый зал.

## Трафик
Трафик по линии составляет от 18 (по воскресеньям) до 22 (часы пик) пар поездов в час (п/ч). Схема движения по станции по будним дням в нерабочее время и в течение всего дня по субботам, выглядит следующим образом:
- 20 пар поездов в час (п/ч) до станции «Элефант-энд-Касл[англ.]» (южное направление).
- 6 пар поездов в час (п/ч) до станции «Харроу-энд-Уэлдстон[англ.]» через «Стоунбридж-парк[англ.]» и «Королевский парк» (северное направление);
- 3 пары поездов в час (п/ч) до станции «Стоунбридж-парк[англ.]» через «Королевский парк» (северное направление);
- 11 пар поездов в час (п/ч) до станции «Королевский парк» (северное направление);

Пиковое обслуживание в будние дни осуществляется с одной либо двумя дополнительными парами поездов в час на участке «Королевский парк» — «Элефант-энд-Касл», а по воскресеньям в течение дня на участок «Королевский парк» — «Элефант-энд-Касл» выдаётся на две пары поездов в час меньше, чем в не пиковом графике.

## Иллюстрации

Станция «Оксфордская площадь»
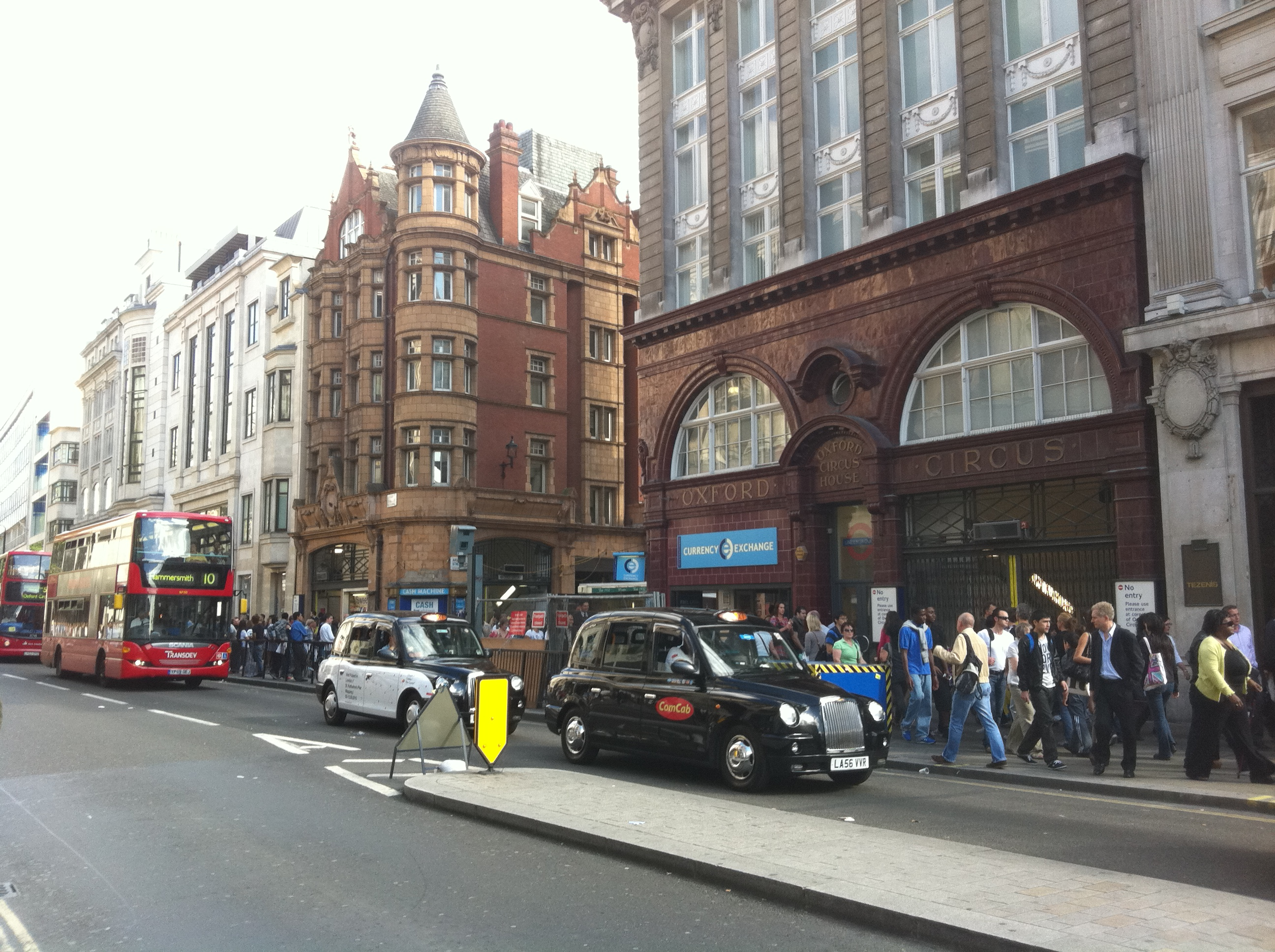
Вид с Оксфорд-стрит
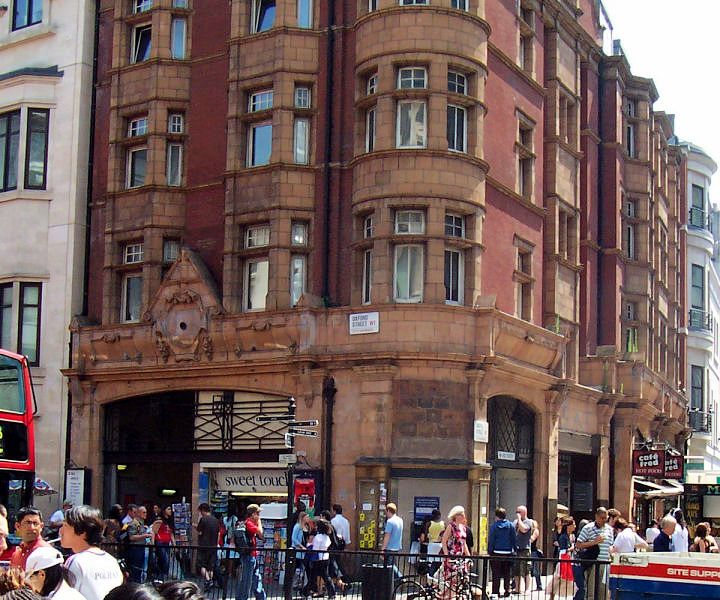
Вход Центральной линии
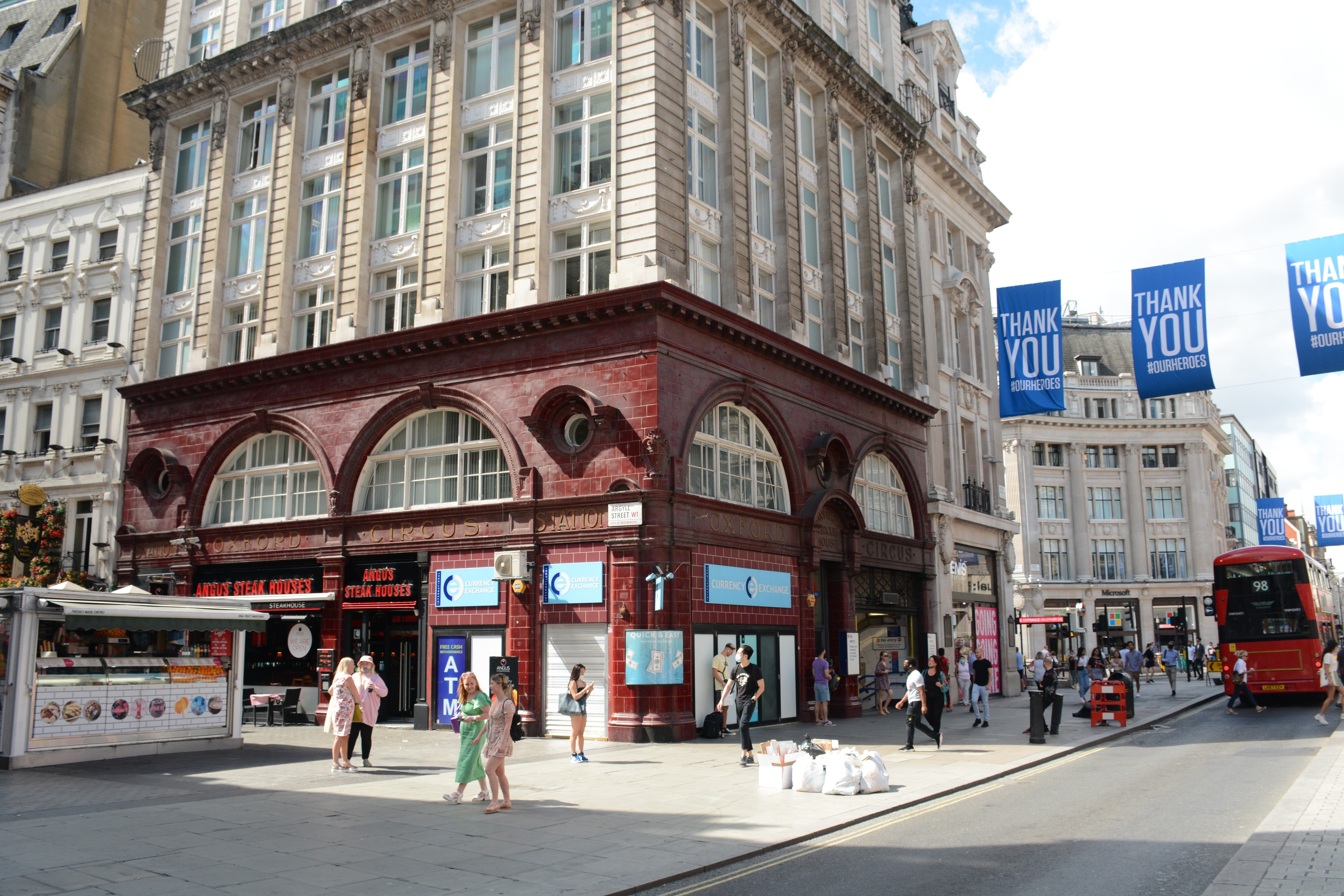
Наземный вестибюль «Бейкерлоо»
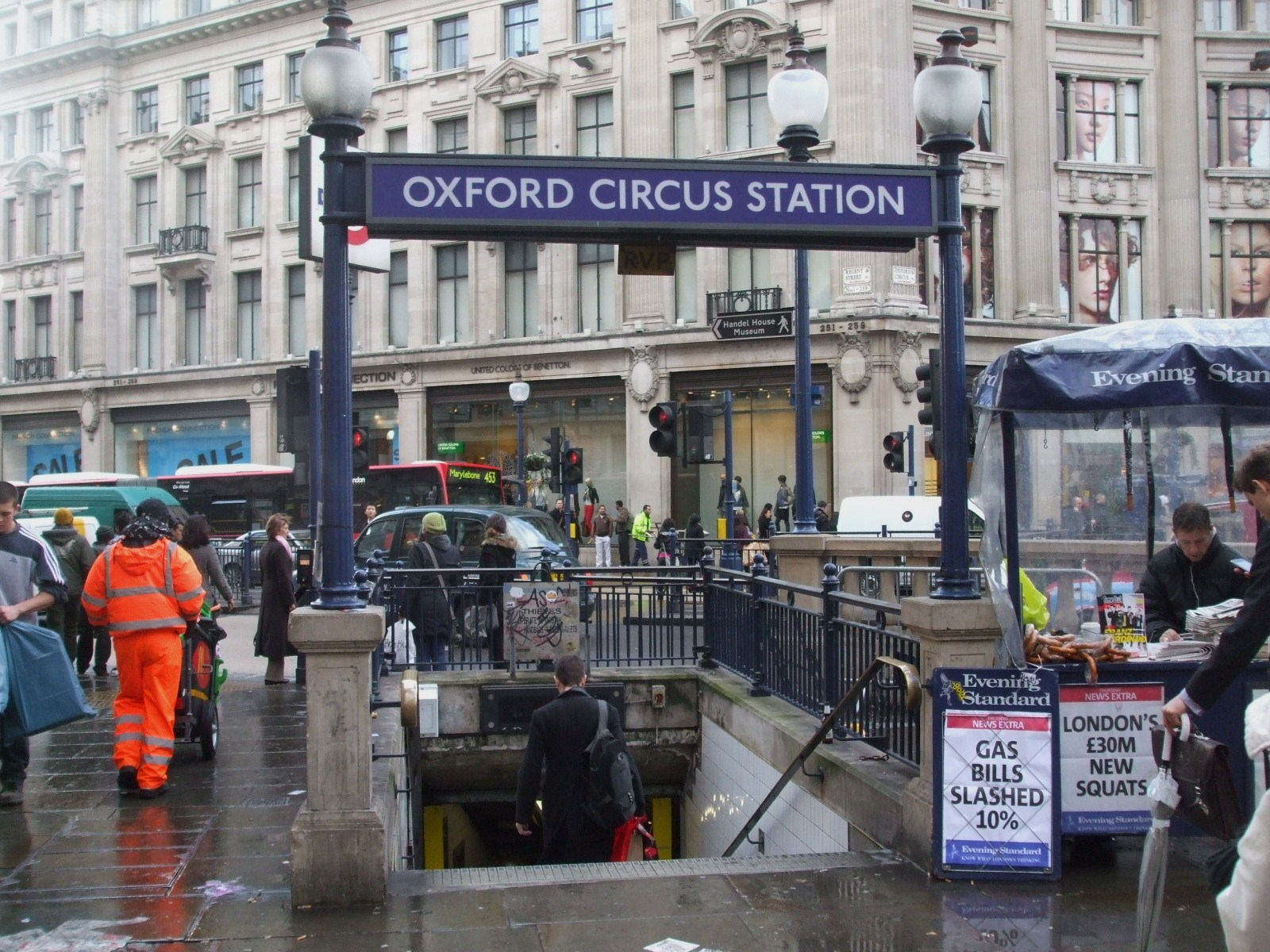
Вход на станцию
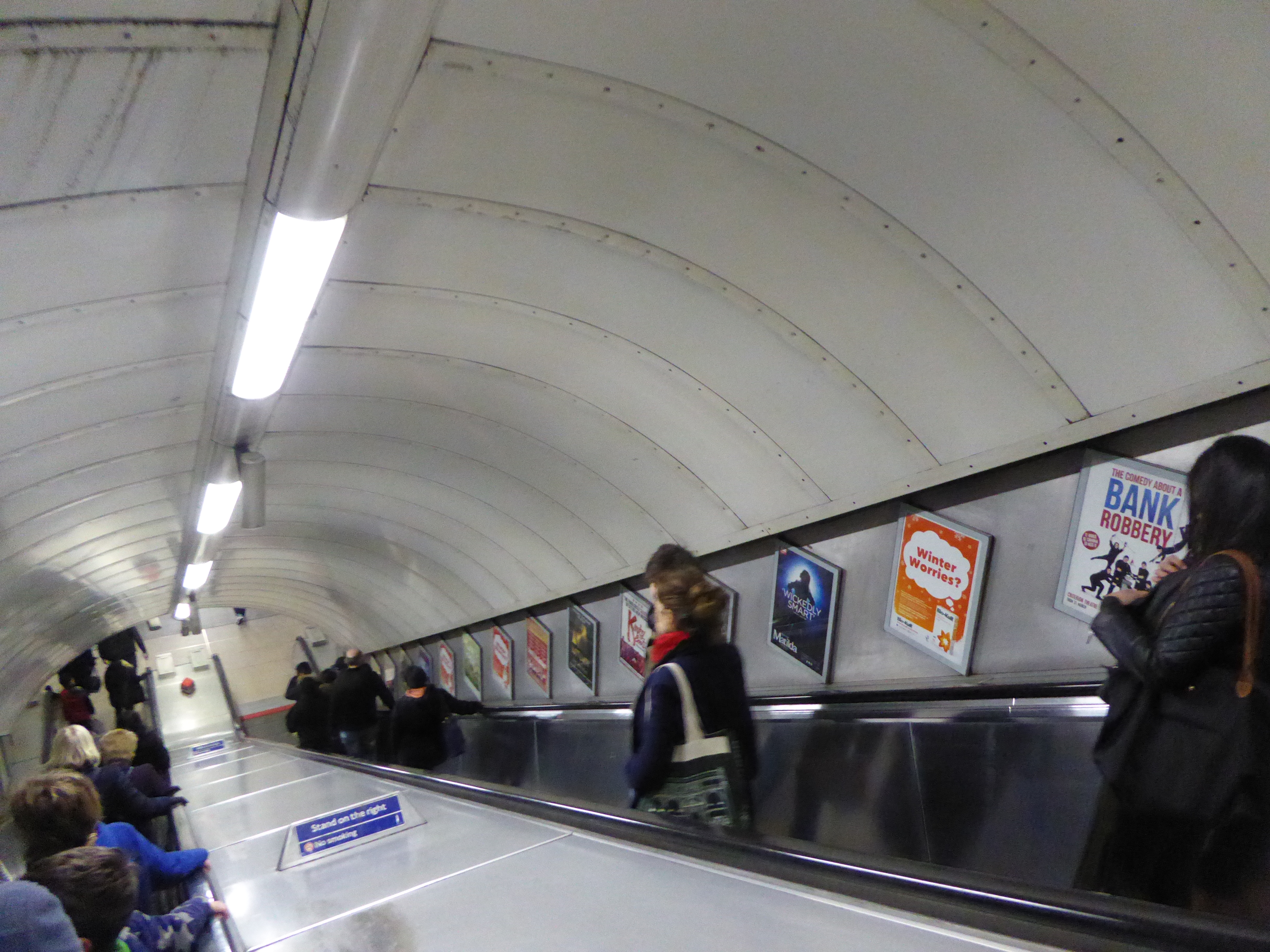
Эскалаторы
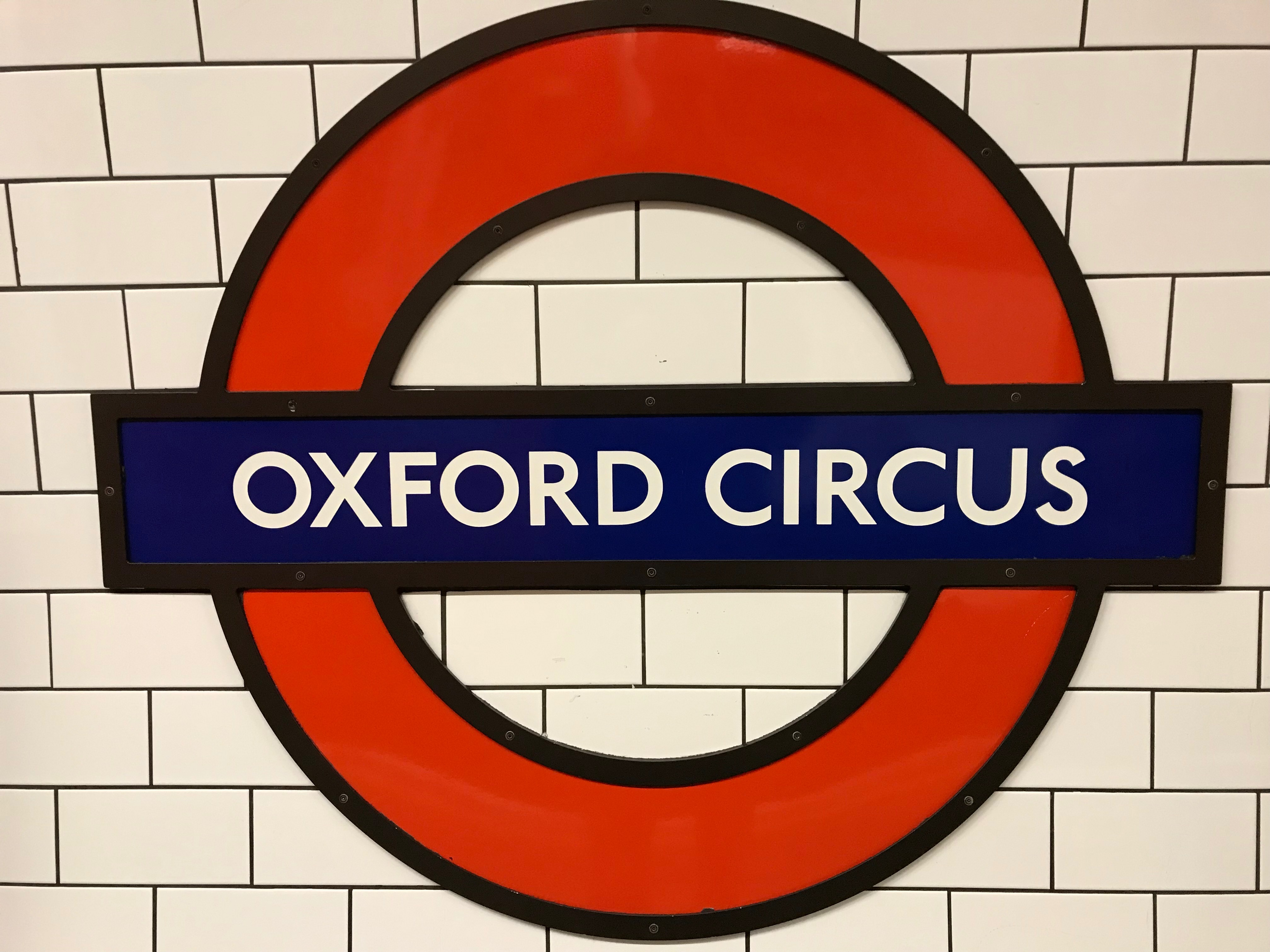
Рондель на путевой стене
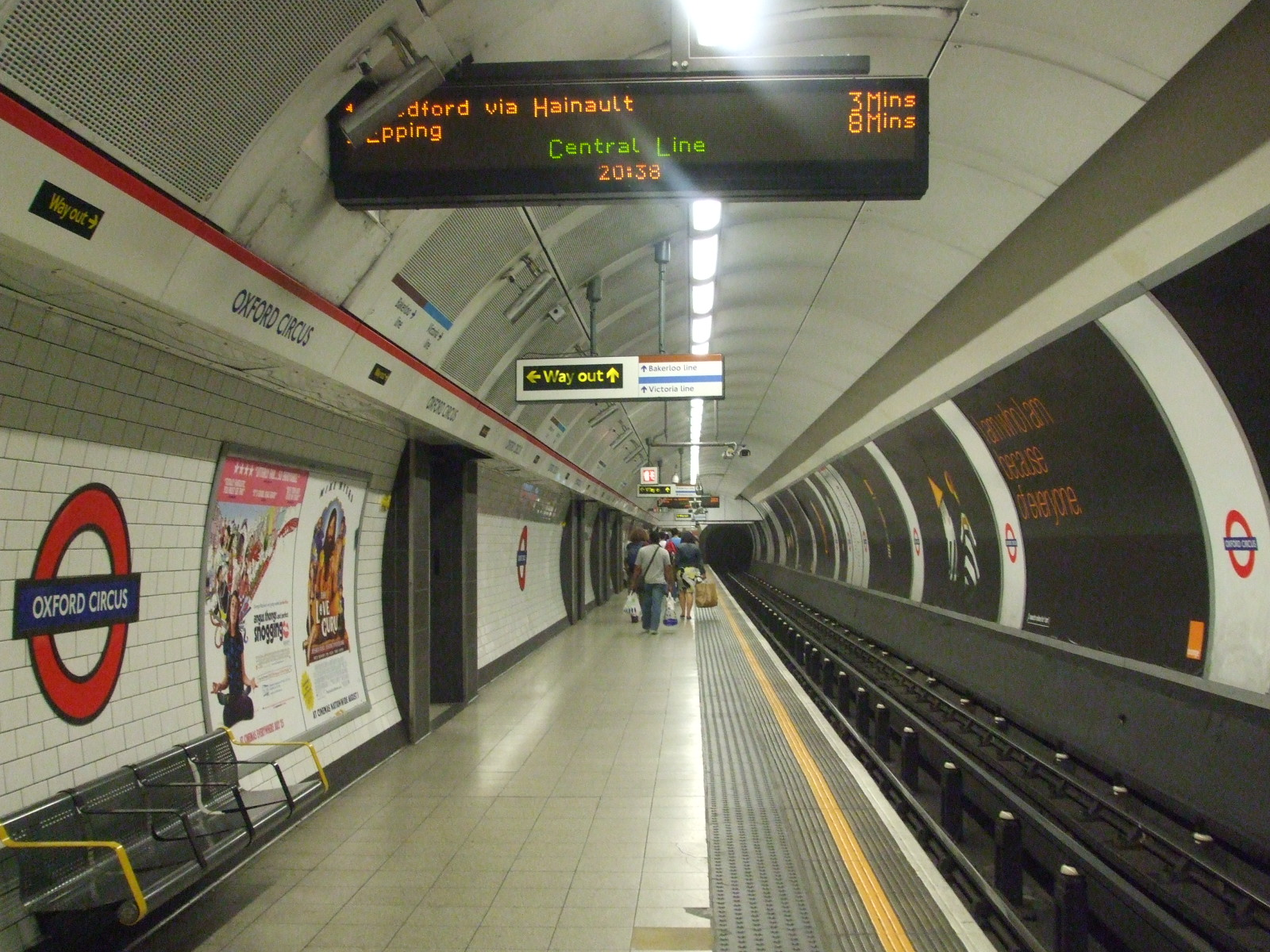
Платформа Центральной линии
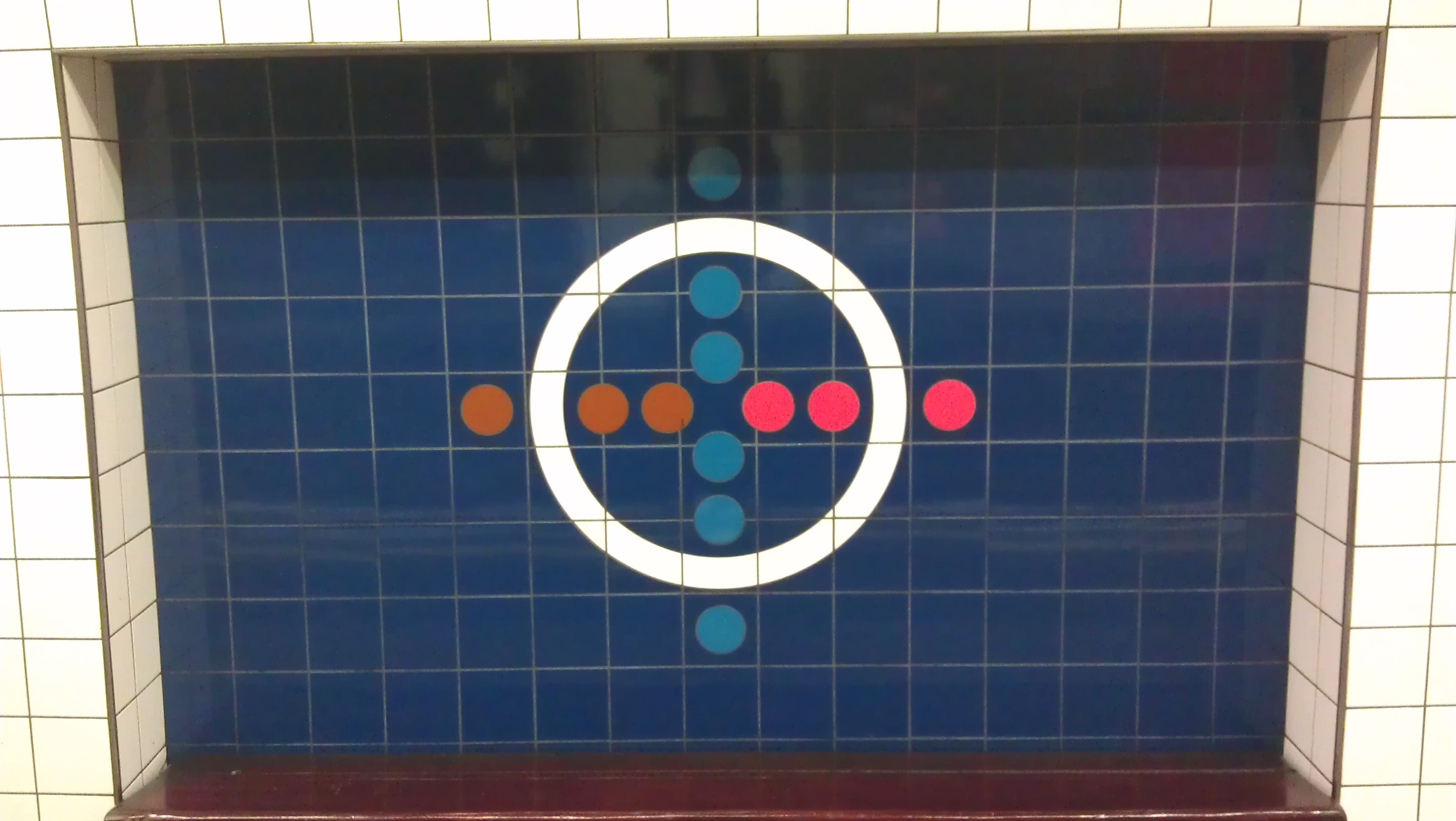
Стены облицованы плиткой